# 新手站
新手站（日语：／ Arate eki */?）是位於福岡縣中間市中尾一區，日本國有鐵道（國鐵）香月線的鐵路車站（廢站）。

## 歷史
- 1912年（明治45年）1月7日：在香月線中間站至岩崎站之間開設此貨運車站[1]。
- 1921年（大正10年）12月11日：隨著煤炭開採量增加，中間至新手之間變為三線鐵路。
- 1937年（昭和12年）7月20日：開設客運和行李起卸業務，成為一般車站[1]。
- 1965年（昭和40年）3月1日：結束貨運業務[1]。
- 1974年（昭和49年）3月5日：結束行李起卸業務[3]。同日成為無人車站[2]。
- 1985年（昭和60年）4月1日：香月線全線廢除，此站也被廢除[1]。

## 車站構造
此站是地面車站和無人車站，曾經設有2面2線的相對式月台，在廢站前只剩下1面1線的單式月台。

## 車站周邊
- 筑豐電氣鐵道筑豐中間站

## 相鄰車站
日本國有鐵道（國鐵）
香月線
中間－新手－岩崎
- 在1912年11月至1919年12月之間，此站至岩崎之間曾設有楠橋站[1]。

## 注腳
1. 1 2 3 4 5 6 7  石野哲（編）.  初版. JTB. 1998-10-01: 790-791. ISBN 978-4-533-02980-6 （日语）.
2. 1 2  . 鐵道公報（日语：鉄道公報） (日本國有鐵道總裁室文書課). 1974-03-05: 4 （日语）.
3. ↑  . 官報. 1974-03-05.

## 相關項目
- 日本鐵路車站列表 A